# 프렌 (엔주)

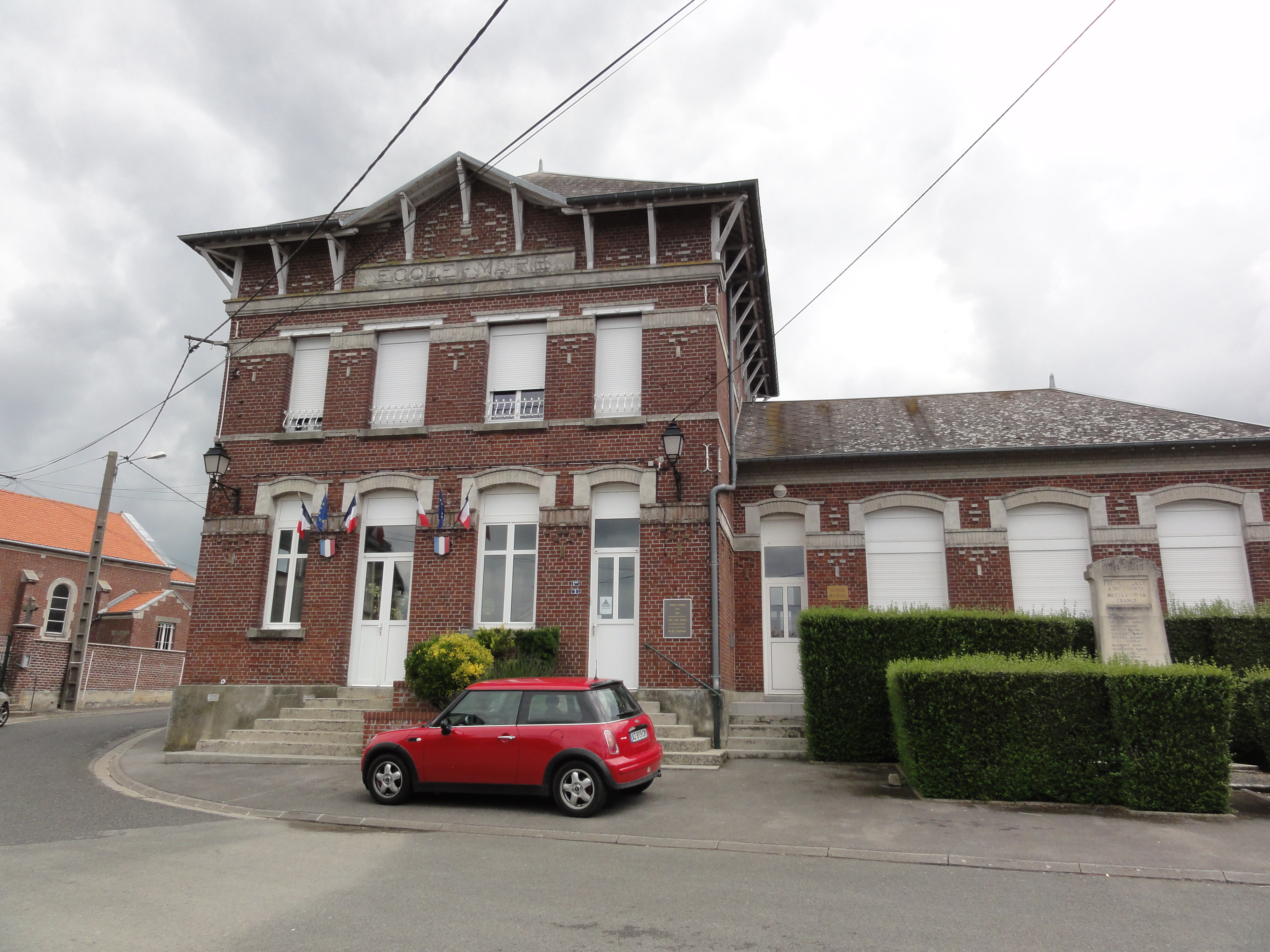

프렌(프랑스어: Fresnes)은 프랑스 피카르디 엔주에 위치한 도시로 면적은 7.3km2, 인구는 145명(2008년 기준), 인구 밀도는 20명/km2이다.

## 인구
| 연도 | 인구 | ±%     |
| ---- | ---- | ------ |
| 1962 | 189  | —      |
| 1968 | 170  | −10.1% |
| 1975 | 174  | +2.4%  |
| 1982 | 145  | −16.7% |
| 1990 | 146  | +0.7%  |
| 1999 | 151  | +3.4%  |
| 2008 | 145  | −4.0%  |

## 같이 보기
- 엔주의 코뮌 목록